# Німецькі парагвайці
Німецька меншина в Парагваї з'явилася завдяки імміграції під час індустріальної епохию Колонію "Нуева Германія" було засновано в Парагваї в 1888 році; хоча її вважають невдалим експериментом, вона все ще існує, незважаючи на те, що багато її засновників покинули її в 1890-х роках. Парагвай був популярним місцем для німецьких лідерів, звинувачених у воєнних злочинах, для відступу після Другої світової війни. Існують великі спільноти німецьких нащадків, які проживають у департаменті Гуаїра, в місті Колонія Індепенденсія, в департаменті Ітапуа, переважно в департаментальній столиці Енкарнасьйон, а також в німецьких містах Облігадо, Белла Віста та Гогенау. Деякі нові бразильські іммігранти до Парагваю також мають німецьке походження (Бразигуайос). До відомих парагвайців німецького походження належить колишній президент Парагваю Альфредо Строесснер.

## Російські меноніти
Ще одна велика група німецьких іммігрантів у Парагвай - це російські меноніти (  розмовляють  платдітчем) люди голландського та прусського походження, які іммігрували до Росії за правління цариці Катерини II. Парагвайська спільнота менонітів виїзджада з Росії у дві хвилі: перша у XIX столітті, коли була скасована військова повинність, а друга щоб уникнути сталінської колективізації . Російські меноніти відрізняються від іншої німецько-російської групи, волзьких німців,  релігією, етнічністю та міркуваннями, що призвели до їхньої імміграції в Росію. Російські меноніти - це релігійні меноніти, тоді як волзькі німці - релігійні лютерани та католики. Російські меноніти переважно фламандського та фрізького походження. Вони мігрували до заселених німцями частин Західної Пруссії, де вони перебували близько 200-250 років, а потім переїхали до Росії заради свободи віросповідання, тоді як волзькі німці виїхали з економічних причин і за земельним угіддями. [потрібне посилання]
Коли комуністи прийшли до влади в Росії, німецькомовне населення зазнавало переслідування з боку  нового уряду. Деякі російські меноніти розглядали Парагвай як ідеальне місце для поселення через його віддаленість. Уряд Парагваю хотів, щоб більше людей оселилися в регіоні Чако, останній був предметом суперечок з  Аргентиною та  Болівією. Переїзд до Парагваю був важким для російських менонітів, оскільки вони не призвичаїлися до клімату. Деякі з них покинули Парагвай на користь сусідньої Аргентини, де зустріли багато волзьких німців, які вирішили оселитися в Аргентині, щоб уникнути переслідувань у Росії. Однак з часом ситуація змінилася, і російські меноніти почали процвітати в Парагваї. [потрібне посилання]
Російські меноніти оселилися в департаменті Бокерон у Парагваї. Вони заснували колонію Фернгайм, до якої входить місто Філадельфія; колонію Нойланд; та колонію Нащадки російських менонітів продовжують проживати в цих колоніях. [потрібне посилання]

## Освіта
Німецькі школи:
- Німецька школа, Асунсьйон
- Колегіо Алеман Конкордія, Асунсьйон
- Колегія Гутенберга, Асунсьйон

Історичні німецькі школи: 
- Deutsche Schulen Alto-Parana-Gebiet
- Deutsche Schulen, Zentralschule Filadelfia та Lehrerseminar Filadelfia Kolonie Fernheim
- Deutsche Schulen і Zentralschule ( Колонія Фрісландія )
- Deutsche Schulen ( Колонія Незалежності )
- Deutsche Schulen, Vereinschule Loma Plata та Lehrerfortbildungsanstalt Loma Plata ( Kolonie Menno )
- Deutsche Schulen і Zentralschule Halbstadt ( Kolonie Neuland )
- Deutsche Schule і Zentralschule Tiefenbrunn ( Kolonie Volendam )

## Дивіться також
- Демографія Парагваю
- Німецька бразильська (див. також: Riograndenser Hunsrückisch )
- Німецький аргентинець
- Німецько-парагвайські відносини

1. ↑  Smith, Tony (10 серпня 2003). Paraguay Mennonites Find Success a Mixed Blessing. The New York Times.
2. ↑  "Deutscher Bundestag 4. Wahlperiode Drucksache IV/3672" (Archive).

Шаблон:German diaspora